# Val d’Issoire
Val d’Issoire ist eine Gemeinde im französischen Département Haute-Vienne in der Region Nouvelle-Aquitaine. Sie liegt im Kanton Bellac im Arrondissement Bellac.
Sie entstand als Commune nouvelle mit Wirkung vom 1. Januar 2016 durch den Zusammenschluss der bisherigen Gemeinden Bussière-Boffy und Mézières-sur-Issoire.

## Gliederung
| Ortsteil                                 | ehemaliger INSEE-Code | Fläche (km²) | Einwohnerzahl (2016) |
| ---------------------------------------- | --------------------- | ------------ | -------------------- |
| Bussière-Boffy                           | 87026                 | 27,44        | 299                  |
| Mézières-sur-Issoire (Verwaltungssitz)00 | 87097                 | 44,16        | 799                  |

## Geographie
Sie grenzt im Nordwesten an Oradour-Fanais und Gajoubert, im Norden an Saint-Martial-sur-Isop und Saint-Bonnet-de-Bellac, im Osten an Peyrat-de-Bellac, im Südosten an Blond und Nouic, im Süden an Saint-Christophe, im Südwesten an Lesterps, im Westen an Brillac.